# World Cup 1988 (Tischtennis)
| 1987 ← World Cup → 1989 | 1987 ← World Cup → 1989                    |
| ----------------------- | ------------------------------------------ |
|                         | Männer                                     |
| Datum                   | 11.06.–14.06./16.06.–19.06.                |
| Ort                     | Guangzhou & Wuhan                          |
| Auflage                 | 9                                          |
| Sieger                  | Andrzej Grubba Chen Longcan Jiang Jialiang |

Der Tischtennis-World Cup 1988 fand in seiner 9. Austragung vom 11. bis 14. bzw. vom 16. bis 19. Juni im chinesischen Guangzhou und Wuhan statt. Es gab nur einen Wettbewerb für Männer. Gold ging an Andrzej Grubba aus Polen.

## Modus
An dem Wettbewerb nahmen erstmals 20 Sportler teil – die Teilnehmerzahl wurde im Jahr darauf jedoch wieder auf 16 gesenkt und erst 2009 wieder erhöht –, die auf vier Gruppen mit je fünf Sportlern aufgeteilt wurden. Die Gruppenersten und -zweiten rückten in die im K.o.-Modus ausgetragene Hauptrunde vor. Die Halbfinal-Verlierer trugen ein Spiel um Platz 3 aus, die Viertelfinalverlierer spielten um die Plätze 5–8, die Gruppendritten um die Plätze 9–12 und die Gruppenvierten um die Plätze 13–16. Gespielt wurde mit zwei Gewinnsätzen, in der Hauptrunde mit drei Gewinnsätzen.

## Teilnehmer
| Platz | Name               | TN |
| ----- | ------------------ | -- |
| 1     | Andrzej Grubba     | 6  |
| 2     | Chen Longcan       | 3  |
| 3     | Jiang Jialiang     | 6  |
| 4     | Xu Zengcai         | 1  |
| 5     | Jörgen Persson     | 3  |
| 6     | Jan-Ove Waldner    | 5  |
| 7     | Yoo Nam-kyu        | 1  |
| 8     | Liu Fuk Man        | 1  |
| 9     | Leszek Kucharski   | 3  |
| 10    | Kim Wan            | 5  |
| 11    | Kiyoshi Saito      | 4  |
| 12    | Kim Ki-taik        | 5  |
| 13    | Atanda Musa        | 5  |
| 14    | Gideon Joe Ng      | 1  |
| 15    | Ulf Bengtsson      | 3  |
| 16    | Hugo Hoyama        | 1  |
| 17    | Damien Éloi        | 1  |
| 17    | Barry Griffiths    | 1  |
| 17    | Lim Chin Leong     | 2  |
| 17    | Yoshihito Miyazaki | 4  |

## Gruppenphase

### Gruppe 1
|                | Ergebnis |                    |
| -------------- | -------- | ------------------ |
| Jiang Jialiang | 2:0      | Liu Fuk Man        |
| Jiang Jialiang | 2:0      | Kim Wan            |
| Jiang Jialiang | 1:2      | Gideon Joe Ng      |
| Jiang Jialiang | 2:1      | Yoshihito Miyazaki |
| Liu Fuk Man    | 2:1      | Kim Wan            |
| Liu Fuk Man    | 2:0      | Gideon Joe Ng      |
| Liu Fuk Man    | 2:0      | Yoshihito Miyazaki |
| Kim Wan        | 2:1      | Gideon Joe Ng      |
| Kim Wan        | 2:1      | Yoshihito Miyazaki |
| Gideon Joe Ng  | 2:1      | Yoshihito Miyazaki |

| Platz | Spieler            | Spiele | Sätze | Punkte |
| ----- | ------------------ | ------ | ----- | ------ |
| 1     | Jiang Jialiang     | 4      | 7:3   | 7      |
| 2     | Liu Fuk Man        | 4      | 6:3   | 7      |
| 3     | Kim Wan            | 4      | 5:6   | 6      |
| 4     | Gideon Joe Ng      | 4      | 5:6   | 6      |
| 5     | Yoshihito Miyazaki | 4      | 3:8   | 4      |

### Gruppe 2
|                 | Ergebnis |                 |
| --------------- | -------- | --------------- |
| Xu Zengcai      | 2:0      | Jan-Ove Waldner |
| Xu Zengcai      | 2:0      | Kim Ki-taik     |
| Xu Zengcai      | 2:0      | Hugo Hoyama     |
| Xu Zengcai      | 2:0      | Barry Griffiths |
| Jan-Ove Waldner | 2:0      | Kim Ki-taik     |
| Jan-Ove Waldner | 2:0      | Hugo Hoyama     |
| Jan-Ove Waldner | 2:1      | Barry Griffiths |
| Kim Ki-taik     | 2:0      | Hugo Hoyama     |
| Kim Ki-taik     | 2:0      | Barry Griffiths |
| Hugo Hoyama     | 2:1      | Barry Griffiths |

| Platz | Spieler         | Spiele | Sätze | Punkte |
| ----- | --------------- | ------ | ----- | ------ |
| 1     | Xu Zengcai      | 4      | 8:0   | 8      |
| 2     | Jan-Ove Waldner | 4      | 6:3   | 7      |
| 3     | Kim Ki-taik     | 4      | 4:4   | 6      |
| 4     | Hugo Hoyama     | 4      | 2:7   | 5      |
| 5     | Barry Griffiths | 4      | 2:8   | 4      |

### Gruppe 3
|                  | Ergebnis |                  |
| ---------------- | -------- | ---------------- |
| Chen Longcan     | 2:1      | Yoo Nam-kyu      |
| Chen Longcan     | 2:0      | Leszek Kucharski |
| Chen Longcan     | 2:0      | Ulf Bengtsson    |
| Chen Longcan     | 2:0      | Lim Chin Leong   |
| Yoo Nam-kyu      | 2:1      | Leszek Kucharski |
| Yoo Nam-kyu      | 2:0      | Ulf Bengtsson    |
| Yoo Nam-kyu      | 2:0      | Lim Chin Leong   |
| Leszek Kucharski | 2:1      | Ulf Bengtsson    |
| Leszek Kucharski | 2:0      | Lim Chin Leong   |
| Ulf Bengtsson    | 2:0      | Lim Chin Leong   |

| Platz | Spieler          | Spiele | Sätze | Punkte |
| ----- | ---------------- | ------ | ----- | ------ |
| 1     | Chen Longcan     | 4      | 8:1   | 8      |
| 2     | Yoo Nam-kyu      | 4      | 7:3   | 7      |
| 3     | Leszek Kucharski | 4      | 5:5   | 6      |
| 4     | Ulf Bengtsson    | 4      | 3:6   | 5      |
| 5     | Lim Chin Leong   | 4      | 0:8   | 4      |

### Gruppe 4
|                | Ergebnis |                |
| -------------- | -------- | -------------- |
| Andrzej Grubba | 2:0      | Jörgen Persson |
| Andrzej Grubba | 2:0      | Kiyoshi Saito  |
| Andrzej Grubba | 2:1      | Atanda Musa    |
| Andrzej Grubba | 2:0      | Damien Éloi    |
| Jörgen Persson | 2:0      | Kiyoshi Saito  |
| Jörgen Persson | 2:1      | Atanda Musa    |
| Jörgen Persson | 2:0      | Damien Éloi    |
| Kiyoshi Saito  | 2:0      | Atanda Musa    |
| Kiyoshi Saito  | 2:0      | Damien Éloi    |
| Atanda Musa    | 2:0      | Damien Éloi    |

| Platz | Spieler        | Spiele | Sätze | Punkte |
| ----- | -------------- | ------ | ----- | ------ |
| 1     | Andrzej Grubba | 4      | 8:1   | 8      |
| 2     | Jörgen Persson | 4      | 6:3   | 7      |
| 3     | Kiyoshi Saito  | 4      | 4:4   | 6      |
| 4     | Atanda Musa    | 4      | 4:6   | 5      |
| 5     | Damien Éloi    | 4      | 0:8   | 4      |

## Hauptrunde
|  | Viertelfinale   | Viertelfinale |                |                | Halbfinale       | Halbfinale |  |  | Finale | Finale |
|  |                 |               |                |                |                  |            |  |  |        |        |
|  |                 |               |                |                |                  |            |  |  |        |        |
|  | Jiang Jialiang  | 3             |                |                |                  |            |  |  |        |        |
|  | Jiang Jialiang  | 3             |                |                |                  |            |  |  |        |        |
|  | Yoo Nam-kyu     | 1             |                |                |                  |            |  |  |        |        |
|  | Yoo Nam-kyu     | 1             | Jiang Jialiang | 0              |                  |            |  |  |        |        |
|  |                 |               | Jiang Jialiang | 0              |                  |            |  |  |        |        |
|  |                 | Chen Longcan  | 3              |                |                  |            |  |  |        |        |
|  | Jan-Ove Waldner | Chen Longcan  | 3              | 2              |                  |            |  |  |        |        |
|  | Jan-Ove Waldner |               |                | 2              |                  |            |  |  |        |        |
|  | Chen Longcan    | 3             |                |                |                  |            |  |  |        |        |
|  |                 |               | Chen Longcan   | 0              |                  |            |  |  |        |        |
|  |                 |               |                | Andrzej Grubba | 3                |            |  |  |        |        |
|  | Andrzej Grubba  | 3             |                |                |                  |            |  |  |        |        |
|  | Liu Fuk Man     | 0             |                |                |                  |            |  |  |        |        |
|  | Liu Fuk Man     | 0             | Andrzej Grubba | 3              |                  |            |  |  |        |        |
|  |                 |               | Andrzej Grubba | 3              | Spiel um Platz 3 |            |  |  |        |        |
|  |                 | Xu Zengcai    | 0              |                |                  |            |  |  |        |        |
|  | Jörgen Persson  | Xu Zengcai    | 0              | 1              | Jiang Jialiang   | 2          |  |  |        |        |
|  | Jörgen Persson  |               |                | 1              | Jiang Jialiang   | 2          |  |  |        |        |
|  | Xu Zengcai      | 3             |                | Xu Zengcai     | 0                |            |  |  |        |        |
|  | Xu Zengcai      | 3             |                |                | 0                |            |  |  |        |        |
|  |                 |               |                |                |                  |            |  |  |        |        |

## Platzierungsspiele
| um Platz | Spieler 1        | Ergebnis | Spieler 2     | um Platz | Spieler 1        | Ergebnis | Spieler 2       |
| -------- | ---------------- | -------- | ------------- | -------- | ---------------- | -------- | --------------- |
| 5–6      | Jan-Ove Waldner  | 2:0      | Yoo Nam-kyu   | 5        | Jörgen Persson   | 2:0      | Jan-Ove Waldner |
| 5–6      | Jörgen Persson   | 2:0      | Liu Fuk Man   | 7        | Yoo Nam-kyu      | 2:0      | Liu Fuk Man     |
| 9–10     | Kim Wan          | 2:1      | Kiyoshi Saito | 9        | Leszek Kucharski | 2:1      | Kim Wan         |
| 9–10     | Leszek Kucharski | 2:1      | Kim Ki-taik   | 11       | Kiyoshi Saito    | 2:0      | Kim Ki-taik     |
| 13–14    | Gideon Joe Ng    | 2:0      | Ulf Bengtsson | 13       | Atanda Musa      | 2:0      | Gideon Joe Ng   |
| 13–14    | Atanda Musa      | 2:0      | Hugo Hoyama   | 15       | Ulf Bengtsson    | 2:0      | Hugo Hoyama     |

## Sonstiges
Mit 6 World-Cup-Teilnahmen stellten Andrzej Grubba und Jiang Jialiang einen neuen Rekord auf.